# КМЗ К-1В (мотоколяска)
КМЗ К-1В — первая советская мотоколяска, трёхколёсная, одноместная, выпускавшаяся Киевским мотоциклетным заводом с 1947 по 1951 год.

## История появления

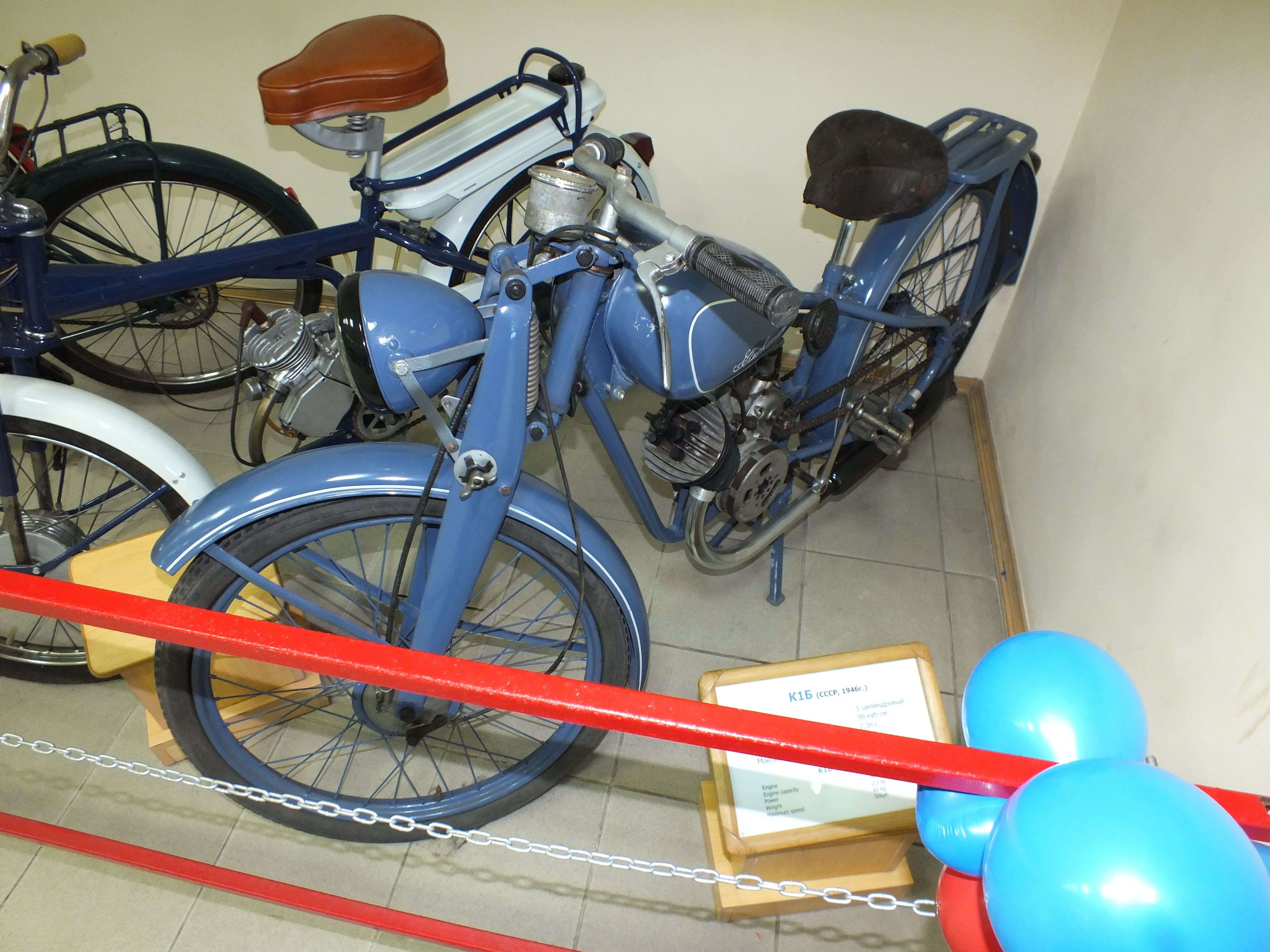
Мотоцикл К-1Б «Киевлянин»

В конце 1945 года украинский Бронетанковый ремонтный завод № 8 был реорганизован в Киевский мотоциклетный завод (КМЗ). Во второй половине XX века он станет известен как производитель тяжёлых мотоциклов «Днепр». Первоначально, в 1946-м году КМЗ освоил производство лёгких одноместных мотоциклов К-1Б «Киевлянин». Документация и оборудование для него были вывезены по репарации из Германии с завода в Саксонском городке Шёнау, что близ Хемнитца. По сути это был лёгкий довоенный немецкий мотоцикл Wanderer-1Sp («Странник»), имевший двухтактный двигатель «Захс» объёмом 98 см³.
Великая Отечественная война оставила после себя тысячи инвалидов, лишённых возможности самостоятельно передвигаться. Советская промышленность могла предложить им лишь костыли, что не решало никаких проблем. Поэтому они сами облегчали свою участь — делали деревянные тележки на колёсах из четырёх подшипников.
Таким образом, сразу по завершении войны остро встала задача разработки и производства мотоколясок для инвалидов. Решение вопроса поручили КМЗ.
В конце 1946 года коллектив конструкторов совместно с инженерно-техническими работниками третьего цеха Киевского мотоциклетного завода И. Я. Мангедемом, Г. Г. Мазуркевичем и И. Д. Легашовым на базе уже находившегося в производстве мотоцикла К-1Б в сжатые сроки разработали трёхколёсную мотоколяску К-1В.

## Конструкция
Трёхколёсная рамная конструкция с расположенным впереди рулевым колесом и двигателем была сделана из труб 24×2 и 20×2 мм. Между двумя задними колёсами располагался широкий, но одноместный диван. Управление осуществлялось с помощью рычага, в частности, качание которого в вертикальной плоскости управляло сцеплением.
Крутящий момент передавался на левое ведущее колесо с помощью цепной передачи.
Двигатель, весивший 12 кг, имел старую устоявшуюся конструкцию. Чугунный цилиндр с одним, правосторонним каналом дефлекторной (кривошипно-камерной) продувки и поршнем сложной формы.
Впускной канал из конструктивных соображений напоминал букву S, что ухудшало наполнение цилиндра горючей смесью и снижало получаемую мощность. Но этот минус имел и положительную сторону. Максимальный крутящий момент (0,47 кгс·м) приходился на сравнительно невысокие обороты (2 800 об/мин).
Характеристики двигателя делали его довольно гибким, что позволяло обходиться в трансмиссии всего двумя передачами (коробка располагала также реверсом хода). При низкой (5,6—6,0) степени сжатия, допускавшей работу на низкооктановом бензине (например, на распространённом тогда в СССР марки А-66 (октановое число 66), и плохом наполнении цилиндра смесью — удельная мощность также находилась на низком уровне (23,4 л. с./л). Хотя нормой уже было 30—38 л. с./л.
Карбюратор на двигателе устанавливался K-26 или К-26А. Воздухоочиститель использовался контактно-масляный, а система зажигания работала от маховичного магдино (АТЭ-2, 6В, 15/17 Вт).
К особенностям двигателя можно отнести отсутствие прокладки между головкой цилиндра и цилиндром, наличие декомпрессора для уменьшения физических усилий при пуске. Пуск и помощь двигателю при его перегрузке в движении осуществлялись ручными «педалями».
В отличие от мотоцикла К-1Б мотоколяска К-1В располагала входившим в комплект машины запасным колесом.
Следует отметить, что мотоколяска, видимо, стала последним серийным транспортным средством в нашей стране, на которое штатно в качестве сигнального устройства устанавливался ручной клаксон — резиновая груша с рожком.

## Дальнейшая судьба
В 1949 году мотоколяску модернизировали. Мощность двигателя увеличилась до 3,3 л. с., а масса до 126 кг, название изменилось на КМЗ К-1Г. Однако и новая, и предыдущая версии мотоколяски в целом зарекомендовали себя как недостаточно прочные машины с перегруженным двигателем. Из-за одного ведущего колеса они с трудом брали скользкие подъёмы. Инструкция по эксплуатации для такого случая рекомендовала водителю смещаться на сиденье влево, чтобы загрузить единственное ведущее, левое колесо. Кроме того, недостаток мощности двигателя приходилось компенсировать кручением ручных «педалей». По этой причине инвалиды порой с грустной иронией называли мотоколяску «Спасибо Гитлеру».
Мотоколяски имели крайне ограниченный ресурс. Пробег до капитального ремонта составлял не более 6—7 тысяч километров, поэтому сейчас из них сохранились считанные единицы, однако всё ещё встречаются уцелевшие экземпляры. Например, одна такая машина находится в музее КМЗ, в Киеве. Другой уцелевший экземпляр выставлен в Москве, в Музее Техники.
После того как в 1951 году на КМЗ свернули производство мотоколясок, оснастку и документацию передали на Серпуховский мотоциклетный завод (СМЗ). В дальнейшем там был налажен выпуск более совершенных, имевших закрытый кузов, но тоже трёхколёсных мотоколясок для инвалидов. Назвали их СМЗ С-1Л.